# Barbara (Marken)
Barbara ist eine italienische Gemeinde mit 1264 Einwohnern (Stand 31. Dezember 2023) in der Provinz Ancona, Region Marken.
Der Ort liegt 51 Kilometer von Ancona entfernt auf 219 Meter über dem Meeresspiegel. Das Gemeindegebiet umfasst 10,83 km². Schutzpatron des Ortes ist die heilige Barbara.
Innerhalb des Gemeindegebiets gibt es zugelassene Rebflächen zur Erzeugung des bekannten Weißweins, dem Verdicchio dei Castelli di Jesi.

## Kultur
- Am ersten Sonntag im Dezember wird die Fiera di Santa Barbara, ein Fest zu Ehren der Ortsheiligen gefeiert.

## Einzelnachweise

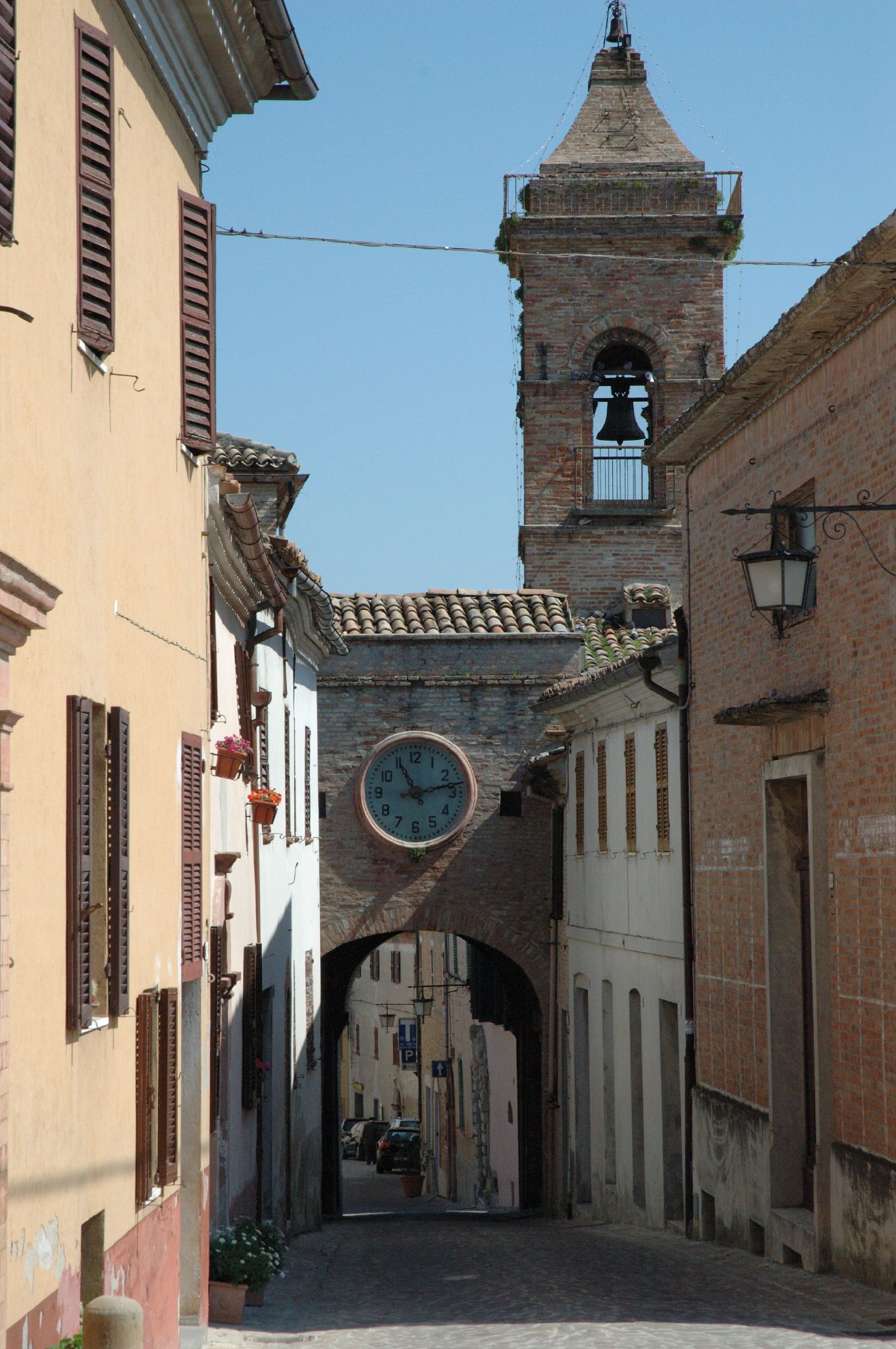
Uhr und Glockenturm in Barbara